# Walter Kerr

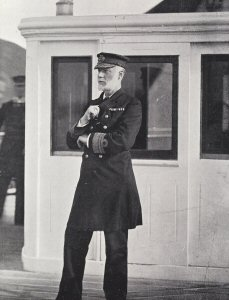
Admiral Lord Walter Kerr (1895)

Lord Walter Talbot Kerr, GCB, PC, DL (* 28. September 1839 in Newbattle Abbey, Midlothian, Schottland; † 12. Mai 1927 in Melbourne Hall, Derbyshire, England) war ein britischer Flottenadmiral der Royal Navy, der unter anderem zwischen 1899 und 1904 Erster Seelord war.

## Leben

### Familie und Seeoffizier
Lord Walter Talbot Kerr war das sechste von sieben Kindern von John Kerr, 7. Marquess of Lothian und dessen Ehefrau Cecil Chetwynd Kerr, Marchioness of Lothian, einer Tochter von Charles Chetwynd-Talbot, 2. Earl Talbot. Seine älteren Schwestern waren Lady Cecil Elizabeth Kerr sowie Lady Alice Mary Kerr. Sein ältester Bruder William Schomberg Robert Kerr wurde nach dem Tode des Vaters am 14. November 1841 8. Marquess of Lothian wurde, während sein zweitältester Bruder Schomberg Henry Kerr nach dem Tode des kinderlos verstorbenen Bruders William am 6. Juli 1870 9. Marquess of Lothian wurde. Ein weiterer älterer Bruder war Generalmajor Lord Ralph Drury Kerr, während das siebte und jüngste Kind Lord John Montagu Hobart Kerr bereits als Dreizehnjähriger verstarb.

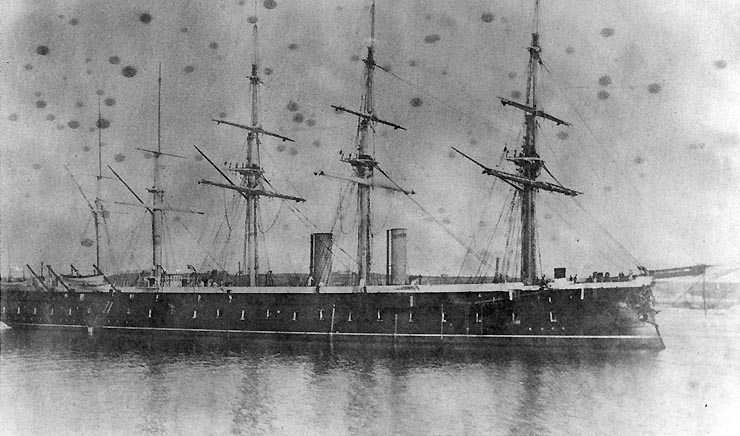
Kapitän zur See Kerr war zwischen Oktober 1874 und August 1875 Kommandant des Schulschiffs HMS Agincourt.

Nach dem Besuch des Radley College trat Walter Kerr im August 1853 als Seekadett in die Royal Navy ein und nahm zwischen 1854 und 1855 am Krimkrieg teil. Im August 1855 erfolgte seine Beförderung zum Midshipman. Nachdem er an der Niederschlagung des Indischen Aufstandes von 1857 teilgenommen hatte, wurde er am 5. September 1859 zum Kapitänleutnant (Lieutenant) befördert. In der Folgezeit fand er zahlreiche Verwendungen als Seeoffizier und erhielt 1868 für die Rettung eines Menschen in Seenot die Silbermedaille der Royal Humane Society. Am 3. April 1868 erfolgte zudem seine Beförderung zum Fregattenkapitän (Commander) sowie am 30. November 1872 zum Kapitän zur See (Captain). Er übernahm zwischen Oktober 1874 und August 1875 den Posten als Kommandant des Schulschiffs HMS Agincourt und war im Anschluss von August 1875 bis November 1877 Kommandant der Panzerfregatte HMS Minotaur.
Nach anderen Verwendungen war Kerr zwischen Februar und März 1880 kurzzeitig Kommandant der Dampffregatte HMS Inconstant sowie daraufhin von März 1880 bis November 1881 Kommandant des Panzerschiffs HMS Alexandra. Anschließend fungierte er von März 1881 bis März 1885 als Kommandierender Kapitän der Medway Steam Reserve sowie zwischen April und Juni 1885 als Kommandant des Panzerschiffs HMS Devastation.

### Aufstieg zum Flottenadmiral und Erster Seelord

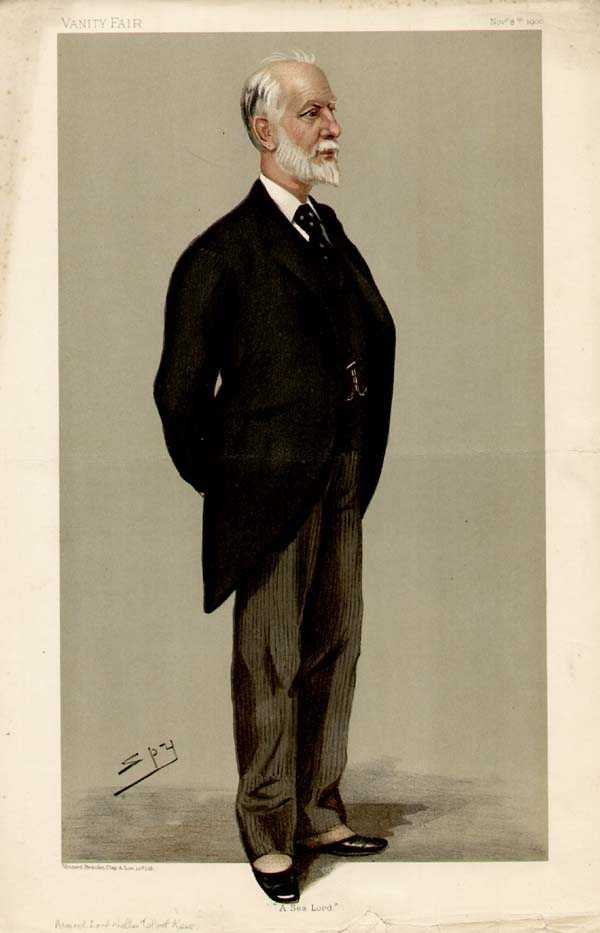
Lord Walter Kerr in einer Karikatur von Leslie Ward alias „Spy“ in der Zeitschrift Vanity Fair (8. November 1900)

Im Juli 1885 wurde Lord Walter Kerr Privatsekretär des Ersten Lord der Admiralität (First Lord of the Admiralty), George Francis Hamilton, und bekleidete dieses Amt mit einer kurzen Unterbrechung zwischen Januar und August 1886 bis November 1889. Zugleich war er zwischen 1887 und 1888 auch Marineadjutant (Naval Aide-de-camp) von Königin Victoria. Am 1. Januar 1889 erfolgte seine Beförderung zum Konteradmiral (Rear-Admiral). Im April 1890 übernahm er den Posten als stellvertretender Befehlshaber der Mittelmeerflotte (Second-in-Command, Mediterranean Fleet) und hatte diesen bis April 1892 inne. Danach wechselte er in erneut in die Admiralität und war zunächst zwischen August 1892 und November 1893 als Vierter Seelord (Fourth Sea Lord and Chief of Naval Supplies) für Verpflegung, Nachschub, Transport und medizinische Versorgung zuständig. Im Anschluss fungierte er von November 1893 bis Mai 1895 als Zweiter Seelord (Second Sea Lord and Chief of Naval Personnel) und war als solcher für die Personalfragen der Royal Navy zuständig. In dieser Verwendung wurde er am 20. Februar 1895 zum Vizeadmiral (Vice-Admiral) befördert.
Im Mai 1895 löste Vizeadmiral Lord Walter Talbot Kerr Vizeadmiral Robert O’Brien FitzRoy als Oberkommandierender des Kanal-Geschwaders (Commander-in-Chief, Channel Squadron) ab und verblieb in dieser Funktion bis Juni 1897, woraufhin Vizeadmiral Henry Frederick Stephenson seine Nachfolge antrat. 1896 wurde er zum Knight Commander des Order of the Bath (KCB) geschlagen. Er war zwischen Mai und August 1899 abermals Zweiter Seelord (Second Sea Lord and Chief of Naval Personnel), ehe er im August 1899 als Nachfolger von Admiral of the Fleet Sir Frederick Richards Erster Seelord (First Sea Lord). Er bekleidete diesen Posten mehr als fünf Jahre lang bis Oktober 1904 und wurde danach von Admiral John Fisher abgelöst. In dieser Verwendung erfolgte am 21. März 1900 seine Beförderung zum Admiral und am 26. Juni 1902 die Verleihung des Großkreuzes des Order of the Bath (GCB). Zuletzt wurde er am 16. Juni 1904 zum Flottenadmiral (Admiral of the Fleet) befördert. Er war zudem Friedensrichter (Justice of the Peace) und Deputy Lieutenant der Grafschaft Derbyshire.

### Familie und Nachkommen

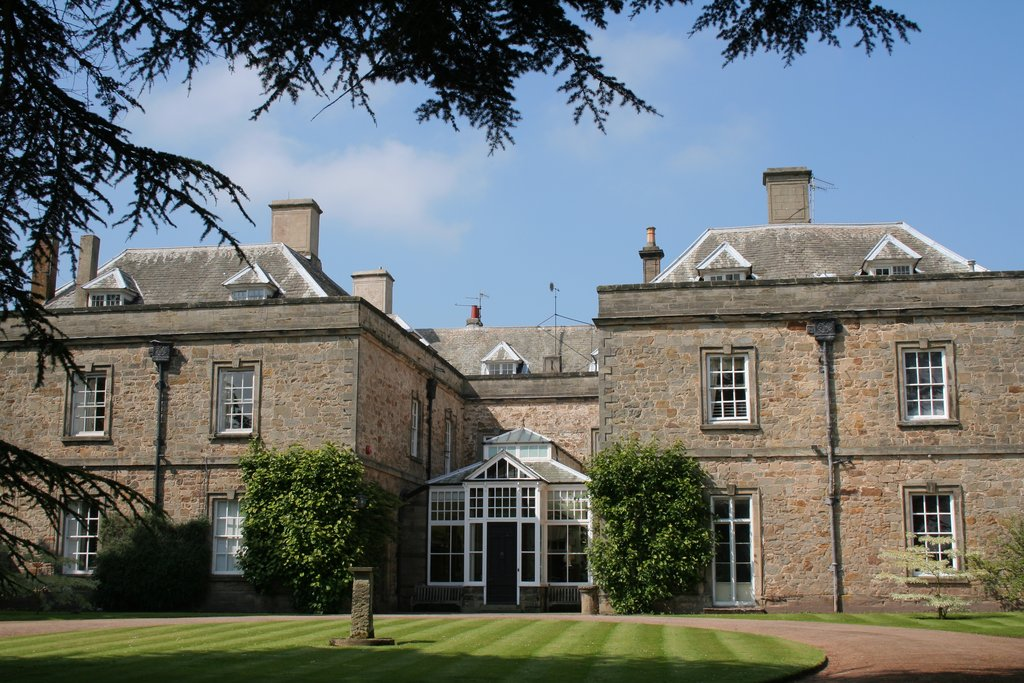
Lord Walter Talbot Kerr verstarb im Herrenhaus Melbourne Hall.

Lord Walter Talbot Kerr heiratete am 18. November 1873 Lady Amabel Frederica Henrietta Cowper, Tochter von George Augustus Frederick Cowper, 6. Earl Cowper und Anne Florence Weddell, Baroness Lucas, eine Tochter von Thomas de Grey, 2. Earl de Grey.
Aus dieser Ehe gingen sechs Kinder hervor. Die beiden ältesten Söhne waren Reverend Ralph Francis Kerr, der Superior der Brompton Priory war, sowie Andrew William Kerr, ein Kapitän zur See der Royal Navy und Vater des späteren Peter Kerr, 12. Marquess of Lothian. Die ältere Tochter Mary Catherine Cecil Kerr war Nonne, während die zweite Tochter Margaret Mary Kerr unverheiratet und kinderlos verstarb. Der zweitjüngste Sohn John David Kerr war Oberstleutnant des 5. Bataillons der Sherwood Foresters, während der jüngste Sohn Philip Walter Kerr als Hauptmann der Royal Field Artillery am Ersten Weltkrieg teilnahm.
Lord Walter Talbot Kerr verstarb am 12. Mai 1927 im Herrenhaus Melbourne Hall in der Grafschaft Derbyshire.
Ihm zu Ehren wurden das Kerr Inlet, eine 1,5 km breite und vereiste Bucht an der Hillary-Küste der antarktischen Ross Dependency, sowie das Kap Kerr, ein hohes und schneebedecktes Kap, das ebenfalls an der Hillary-Küste der antarktischen Ross Dependency liegt, benannt.